# Zaro Ağa

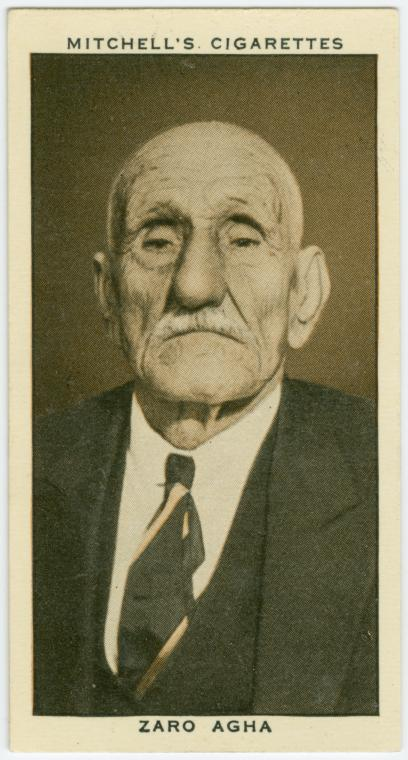
Zaro Ağa

Zaro Ağa (* angeblich um 1774/1777 in Mutki, Provinz Bitlis; † 29. Juni 1934 in İstanbul) war ein kurdischer angeblicher Altersrekordler. Er gehört mit behaupteten 157 Lebensjahren zu den Menschen mit den längsten behaupteten Lebensdauern der Welt. Sein Alter ist jedoch nicht belegt und seine Geburt ist realistisch im 19. Jahrhundert anzusetzen.

## Leben
Der zu Zeiten des Osmanischen Reichs im ostanatolischen Dorf Gundê Meydan im Landkreis Mutki in der Nähe des Vansees geborene Zaro Ağa arbeitete in seiner Jugend als Bauarbeiter, danach in Istanbul als Lastenträger und dort schließlich zuletzt als Pförtner. Nach seinen Angaben ernährte er sich aus Not über lange Zeit hauptsächlich von Brot und Zwiebeln und konsumierte weder Kaffee, Tabak noch Alkohol. In den 1920er- und 1930er-Jahren wurde er als Sensation auf Tourneen in Europa und Amerika präsentiert. Bei seiner Obduktion wurden Tuberkulose und ein vergrößertes Herz festgestellt.
Die Angabe des Geburtsjahres geht auf Papiere des Mannes zurück. Es handelte sich dabei jedoch um keine amtlichen Dokumente. Auch einer seiner Söhne behauptete im Jahr 1918 schon 90 Jahre alt zu sein.
Ağa war angeblich 13 mal verheiratet und hatte 36 Kinder.

## Interview mit Abdullah Cevdet
In einem Gespräch, das am 5. April 1913 in der Zeitung İçtihat Dergisi erschien, sagte Zaro Ağa gegenüber Abdullah Cevdet, dass er zehn osmanische Sultane überlebt habe. Als Wehrpflichtiger habe er am Russisch-Osmanischen Krieg von 1828/29 teilgenommen. Er sei nie länger als zwei bis drei Tage krank gewesen.